# Tendai Huchu

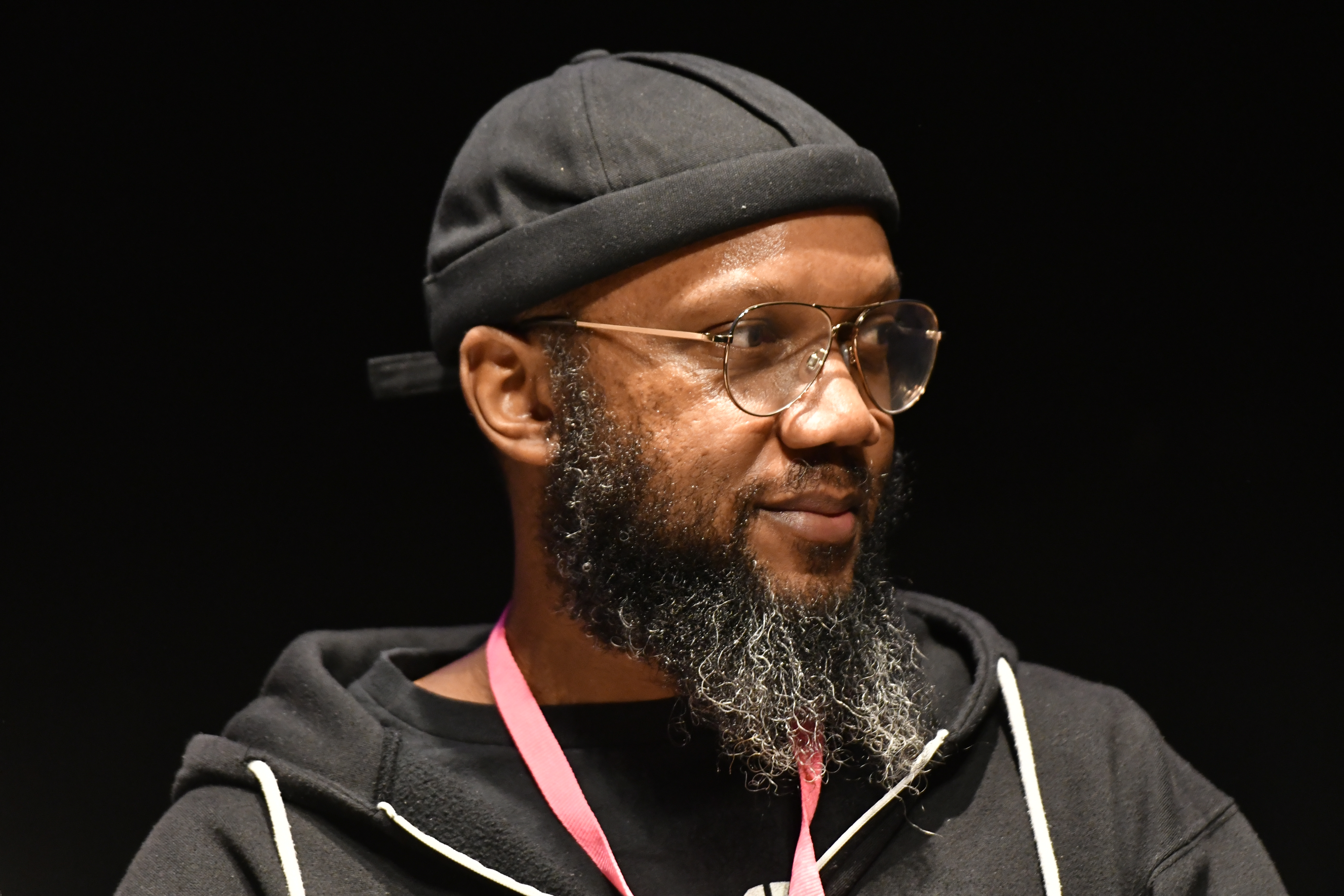
Tendai Huchu (2024)

Tendai Huchu (* 1982 in Bindura) ist ein simbabwischer Schriftsteller, der in Edinburgh lebt. Seine Bücher erscheinen auch unter dem Namenskürzel T. L. Huchu.

## Leben
Tendai Huchu besuchte die Churchhill High School in Harare und studierte anschließend an der University of Zimbabwe Bergbautechnik. Inzwischen lebt er als Podologe in Edinburgh. Huchus Erstlingswerk Der Friseur von Harare, das 2011 in deutscher Übersetzung erschienen ist, thematisiert das große afrikanische Tabuthema Homosexualität. Sein Buch wurde in der Presse sehr gut besprochen. So schreibt etwa Birgit Koß auf Deutschlandradio, dass „kurze spritzige Dialoge (…) dazu (führen), dass der Roman schnell und leicht zu lesen ist. Trotz der vielen tragischen Anklänge schildert Tendai Huchu seine Geschichte um Vorurteile und Moral, Familientragödien und Ambitionen junger Menschen in Simbabwe mit großer Leichtigkeit, viel Humor und Witz, sodass die bittere Wahrheit erst langsam ins Bewusstsein des Lesers rückt und nicht nur ein Lächeln, sondern auch Nachdenklichkeit zurücklässt.“
2012 war er Jurymitglied der Auszeichnung Das außergewöhnliche Buch des Kinder- und Jugendprogramms des Internationalen Literaturfestivals Berlin.
2017 wurde seine Kurzgeschichte The Marriage Plot mit dem Nommo Award for African Speculative Fiction ausgezeichnet.

## Presseschau
The Hairdresser of Harare / Der Friseur von Harare

„Tendai Huchu's tale of rivalry between two hairdressers in contemporary Zimbabwe is an entertaining comedy of manners and class, an education in the shocking ruination of Zimbabwe by the Mugabe regime, and a reminder of the visceral intensity of homophobia in some cultures.“

„Präsidentenwahl in Simbabwe? Wieder mal gelaufen. Wer 33 Jahre Mugabe-Herrschaft wirklich verstehen will, sollte Tendai Huchus witziges und kluges Buch lesen: Der Friseur von Harare.“

## Bibliografie
- The Legacy of Arniston House, Pan Macmillan Verlag, 2024, ISBN 978-1-5290-9777-1
- The Mystery at Dunvegan Castle, Pan Macmillan Verlag, 2023, ISBN 978-1-5290-9772-6
- Das Hospital von Edinburgh. Übersetzung aus dem Englischen Vanessa Lamatsch. penhaligon Verlag, 2022, ISBN 978-3-7645-3253-6. (Original: Our Lady of Mysterious Aliments. Tor Books, London 2022)
- Die Bibliothek von Edinburgh. Vanessa Lamatsch. penhaligon Verlag, Übersetzung aus dem Englischen 2022, ISBN 978-3-7645-3252-9. (Original: The Library of the Dead. Tor Books, New York 2021)
- The Maestro, The Magistrate & The Mathematician. 2015.
- Der Friseur von Harare. Text: Tendai Huchu, Übersetzung aus dem Englischen Jutta Himmelreich. Peter Hammer Verlag, 2011. (Original: The Hairdresser of Harare. 2010)
- An Untimely Love. Whiskey Creek Press, 2010.

## Festivalteilnahmen
- 2012: Kinder- und Jugendprogramm des 12. internationalen literaturfestivals berlin
- 2023: African Book Festival – Literaturfestival Berlin[5]